# Détachement (militaire)
Pour les articles homonymes, voir Détachement.
Un détachement est en général une unité temporaire constituée pour effectuer une mission particulière loin de sa formation d'origine.
À noter que ce terme est également utilisé lorsqu'un personnel quitte son unité de manière temporaire (par exemple pour un stage) ou permanente (nouvelle affectation).

## France
Le terme de détachement est un terme générique et il ne décrit donc pas une unité d'une taille spécifique. 
Par exemple, lors d'un défilé ou une cérémonie militaire, on mentionne la présence de détachements des différentes armes ou armées qui y participent.
Le terme détachement est également utilisé très fréquemment dans les forces aériennes pour décrire une formation d'aéronefs prélevés dans une unité principale et affectés à une base éloignée pour une opération donnée.
Ainsi l'armée de l'air crée des détachements d'avions ou d'hélicoptères pour des campagnes d'essais ou de tirs, pour des missions particulières ou pour des interventions lors de conflits. Un détachement comprend les aéronefs ainsi que les personnels et équipements nécessaires à leur mise en œuvre mais il peut également inclure des équipements spécialisés (par exemple des radars de surveillance). 
De même, dans la marine, on parle de détachement d'hélicoptères lorsqu'un ou plusieurs engins sont déployés sur un navire.
Enfin, à l'occasion de redéploiements dus à des restrictions budgétaires, l'armée de l'air a récemment commencé à employer le terme de « Détachement-Air » pour définir une installation qui n'a plus officiellement le statut de base aérienne, comme c'est le cas pour l'ex-base aérienne 181 sur l'Ile de la Réunion qui est donc maintenant le Détachement Air 181.

## États-Unis
Le terme « detachment » est utilisé pour désigner un groupe de servants d'une pièce d'artillerie (gun detachment).
La Delta Force (1st Special Forces Operational Detachment-Delta (Airborne) est un détachement des forces spéciales de l'Armée de terre des États-Unis. Bien que devenue une formation permanente, cette unité d'élite a conservé l'appellation de detachment sous laquelle elle avait été créée dans les années 1970.